# 羊肠河 (绕阳河)
羊肠河，位于中华人民共和国辽宁省西部的一条河流，是绕阳河右岸支流，发源于阜新蒙古族自治县国华乡二道岭以西的大岭，蜿蜒向东，流经两家子村、国华村、黑山县白厂门镇头台村、芳山镇罗台村，过小新村后转南流，经八道壕镇南营子村、大夏村、小夏村、八家子村、冮台村、镇安镇东拉村（拉拉屯）、团台子村、水泉村、沈屯村、羊肠河村、冯屯村、北镇市正安镇望牛村、黑山县段家乡哈山村、邵屯村、崔屯村、段家村、河西村、北镇市高山子镇、南民村、关家村、季家村、崔家村、立新村等地，最后于新立农场三分场汇入绕阳河。河流全长98千米，流域面积624平方千米，年均径流量0.375亿立方米。羊肠河中下游沿岸是黑山县重要的粮食产区，盛产花生、生姜。流域内富煤炭资源。